# Nate Mendel
Nate Mendel, född 2 december 1968 i Richland, Washington, är en amerikansk basist, känd som medlem i Foo Fighters. 
Han var tillsammans med Dave Grohl med i originalsättningen. Han har tidigare varit medlem i Sunny Day Real Estate, med bland andra trumslagaren William Goldsmith som senare också gick med i Foo Fighters.

## Diskografi
Med Foo Fighters
- The Colour and the Shape (1997)
- There is Nothing Left to Lose (1999)
- One by One (2002)
- In Your Honor (2005)
- Echoes, Silence, Patience & Grace (2007)
- Wasting Light (2011)
- Sonic Highways (2014)
- Concrete and Gold (2017)

Med Sunny Day Real Estate
- Diary (1994)
- Sunny Day Real Estate (1995)

Med The Fire Theft
- The Fire Theft (2003)

Med Lieutenant
- If I Kill This Thing We're All Going to Eat for a Week (2015)

Med The Nightwatchmen
- The Fabled City (2008)

### Fotnoter
1. ↑  ”Arkiverade kopian”. Arkiverad från originalet den 27 juli 2014. https://web.archive.org/web/20140727160252/http://www.fender.com/series/artist/nate-mendel-p-bass-rosewood-fingerboard-candy-apple-red/. Läst 25 juli 2014.